# 닭기름

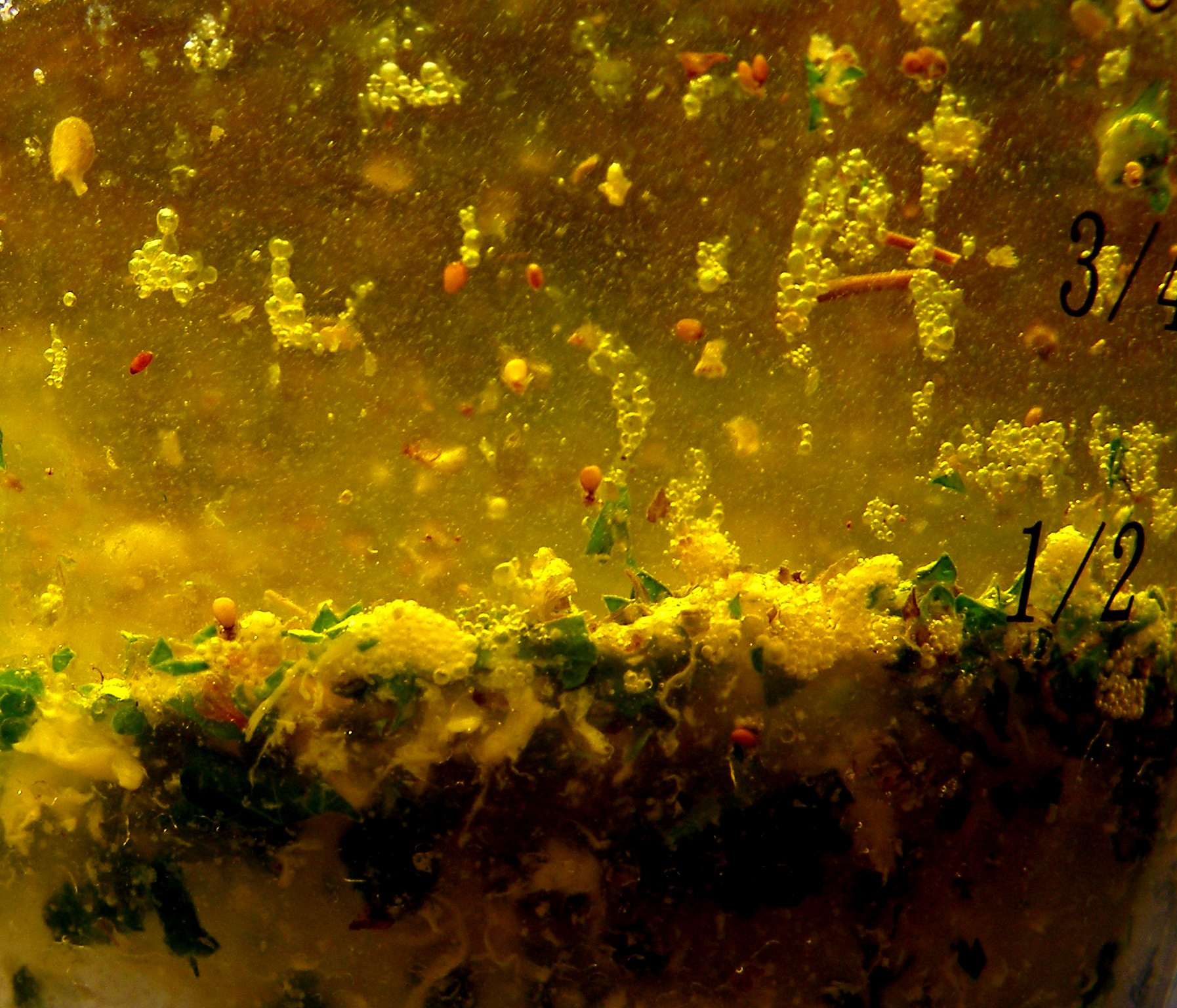
닭기름

닭기름은 닭의 지방을 발라내어 기름을 뽑아낸 것으로 계유(鷄油)라 하며 중국 요리에 쓰인다.

## 같이 보기
- 라드(lard)
- 우지(牛脂)

## 참고 자료
- 이 문서에는 다음커뮤니케이션(현 카카오)에서 GFDL 또는 CC-SA 라이선스로 배포한 글로벌 세계대백과사전의 내용을 기초로 작성된 글이 포함되어 있습니다.